# Pseudaminska kiselina citidililtransferaza
Pseudaminska kiselina citidililtransferaza (EC 2.7.7.81, PseF) je enzim sa sistematskim imenom CTP:5,7-diacetamido-3,5,7,9-tetradezoksi-L-glicero-alfa-L-mano-nonulozonska kiselina citidililtransferaza. Ovaj enzim katalizuje sledeću hemijsku reakciju
CTP + 5,7-bis(acetilamino)-3,5,7,9-tetradezoksi--glicero-alfa--mano-2-nonulopiranozonska kiselina {\displaystyle \rightleftharpoons } difosfat + CMP-5,7-bis(acetilamino)-3,5,7,9-tetradezoksi--glicero-alfa--mano-2-nonulopiranozonska kiselina
Jon Mg2+ je neophodan za aktivnost.

## Literatura
- Nicholas C. Price; Lewis Stevens (1999). Fundamentals of Enzymology: The Cell and Molecular Biology of Catalytic Proteins (Third изд.). USA: Oxford University Press. ISBN 019850229X.
- Eric J. Toone (2006). Advances in Enzymology and Related Areas of Molecular Biology, Protein Evolution (Volume 75 изд.). Wiley-Interscience. ISBN 0471205036.
- Branden C; Tooze J. Introduction to Protein Structure. New York, NY: Garland Publishing. ISBN 0-8153-2305-0.
- Irwin H. Segel. Enzyme Kinetics: Behavior and Analysis of Rapid Equilibrium and Steady-State Enzyme Systems (Book 44 изд.). Wiley Classics Library. ISBN 0471303097.
- William P. Jencks (1987). Catalysis in Chemistry and Enzymology. Dover Publications. ISBN 0486654605.

## Spoljašnje veze
- Pseudaminic+acid+cytidylyltransferase на 

]